# Mustaletto (udde)
Mustaletto är en udde i Finland. Den ligger i Karlö kommun och landskapet Norra Österbotten, i den centrala delen av landet, 500 km norr om huvudstaden Helsingfors.
Terrängen inåt land är mycket platt. Havet är nära Mustaletto åt sydväst.  Närmaste större samhälle är Siikajoki, 19,9 km söder om Mustaletto. 